# Les Calamités
Les Calamités est un groupe de pop et rock français, originaire de Beaune, en Côte-d'Or. Le groupe, actif dans les années 1980, se forme en 1982 et se sépare en 1988. Ils comptent un seul album, intitulé À bride abattue, sorti en 1984 au label New Rose.

## Biographie
Le groupe est formé à Beaune, en Côte-d'Or, en 1982, et se composait de Caroline Augier (basse, chant), Isabelle Petit (guitare, chant), Odile Repolt (guitare, chant) et Mike Stephens (batterie), sous la direction de Marcelle Bérard et la production de Lionel Herrmani. En 1984 leur album À bride abattue, sur lequel joue Dominique Laboubée des Dogs, est publié par le label indépendant New Rose. Leur carrière s'interrompt en 1985, après un second disque (maxi 45 tours) et des concerts dans différentes villes de France. Un de leurs disques sort en Amérique sous le nom The Calamities.
Les Calamités se sont partiellement reformées (Odile à la basse et au chant, Isabelle à la guitare et au chant) en 1987 à la demande de Daniel Chenevez, producteur et membre de Niagara, pour enregistrer le tube Vélomoteur, qui se classe dans le Top 50 l'année suivante. Vélomoteur resta seize semaines dans le Top 50 en France, montant même jusqu'à la treizième place. Le morceau est depuis apparu sur de nombreuses compilations de succès des années 1980. Ce titre a fait l'objet d'une parodie intitulée Vibromasseur par Les Nuls en 1988. En 2002, ce titre "Vélomoteur" fut aussi repris par la version belge de l'émission Star Academy.

## Discographie

### Singles
- 1984 : Toutes les nuits (New Rose)
- 1984 : Pas la peine (New Rose)
- 1987 : Vélomoteur (Polydor)

### Participations
- 1983 : Snapshot(s)
- 1985 : La Vie en rose (New Rose)
- 1989 : The Best of Rodney on the ROQ (Posh Boy)
- 1992 : Pop en stock (volume 1) (FNAC music)
- 2000 : 40 ans de rock français (Remedy Records)

Reprises
1995: The Boonaraaas - Toutes les nuits (EP "She-sound 2000" sur Thunderbaby Records, Allemagne)
2001: Curlee Wurlee! - Je suis une calamité (album "She's a pest" sur Crazy Love Records, Allemagne)
2022: Téléski - Toutes les nuits